# مارک ساندهایمر
مارک ساندهایمر (انگلیسی: Marc Sondheimer؛ زادهٔ ۱ ژانویهٔ ۲۰۰۰) یک تهیه‌کننده فیلم، و پویانما اهل ایالات متحده آمریکا است.
او بابت فیلم کوتاه پایپر به همراه الن باریلارو برندهٔ جایزه اسکار بهترین پویانمایی کوتاه شد.
از دیگر فیلم‌هایی که وی در آن‌ها نقش داشته‌است می‌توان به شگفت‌انگیزان، راتاتویی، وال-ئی، بالا، جان کارتر، دانشگاه هیولاها، دایناسور خوب، در جستجوی دوری و کوکو اشاره نمود.